# Santa Maria Novella

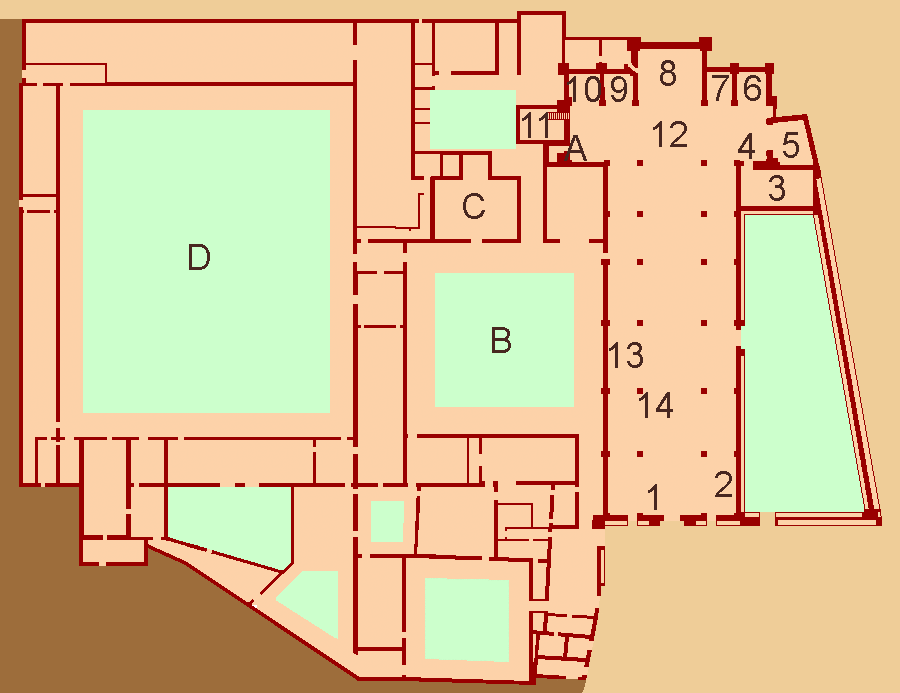
Planta esquemàtica del convent

Santa Maria Novella és un convent i basílica considerat un dels grans conjunts religiosos de Florència (Toscana, Itàlia). És al centre, a la plaça de Santa Maria Novella, prop de l'estació ferroviària, que també du el mateix nom. Per la seva història i, sobretot, per les obres d'art que encara conserva és una de les grans fites històriques, culturals i turístiques de la ciutat. Així com Santa Croce és la gran església franciscana de Florència, aquesta és la dels dominics.

## Història
Els dominicans es van establir a Florència el 1219, si tenim en compte que aquest orde fou confirmat pel papa Honori III el 1216, aquesta és una de les seves primeres fundacions. El 1221 aquells frares procedents de Bolonya, sota la direcció de fra Giovanni da Salerno, van prendre possessió d'una petita església que es trobava extramurs i anomenada Santa Maria delle Vigne, era una antiga construcció romànica del segle x, que havia estat reconstruïda el 1094, data en què es va consagrar el nou edifici.
Aquella església era orientada a llevant i ocupava el lloc del primer tram de les actuals naus i sagristia, paral·lela al creuer i a tocar del campanar, que ocupa el lloc del primitiu. Aviat va resultar massa petita per les necessitats d'un orde que tenia una forta atracció dels fidels.
Hom va decidir ampliar aquella construcció, modificant l'orientació de l'edifici primitiu i encarant la façana principal al sud. La primera pedra es va posar el 18 d'octubre de 1279. En la construcció hi van col·laborar diversos frares dominics, arquitectes: segons una tradició tardana, hi intervingueren fra Sisto da Firenze i fra Ristoro da Campi a més de molts altres col·laboradors. L'església es va acabar el 1357, sota la direcció de fra Jacopo Passavanti. Es van aixecar també les dependències conventuals, l'església fou consagrada el 1420 pel papa Martí V. El 1439 té lloc en aquesta església el Concili de Florència.
Davant de l'església es va projectar una plaça, amb dos obeliscs de marbre, amb unes tortugues de bronze de Giambologna (1529-1608), que s'utilitzaven per a definir el terreny per a les curses del palio. Al cantó oposat a l'església hi ha el porxo (segle xv) de l'hospital de San Paolo.
El 1567 Giorgio Vasari (1511-1574) va fer obres a l'interior i va canviar els finestrals gòtics, que foren retornats al seu estil original en la restauració de mitjan segle xix.

## Arquitectura

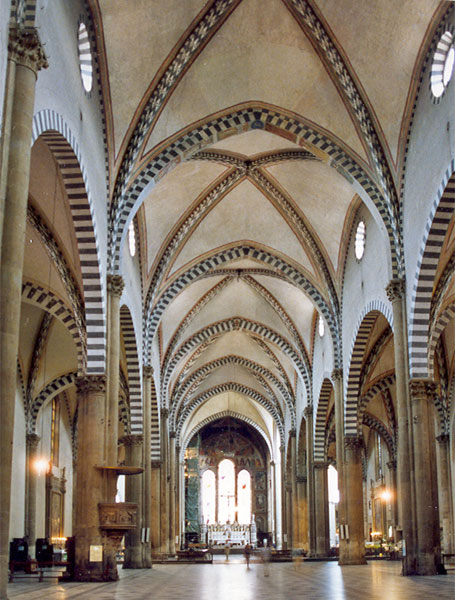
Interior amb voltes gòtiques

La construcció de l'església es va fer a partir de la primitiva Santa Maria delle Vigne. El 1246 es va iniciar l'actual transsepte com una nova construcció paral·lela a l'edifici romànic. Més endavant (a partir del 1279) hom va començar la construcció de les naus, ja en direcció nord-sud, el que va comportar la pràctica desaparició de l'edifici primitiu. Es tracta d'un edifici de tres naus amb creuer, les crugies properes al transsepte són més curtes que les de la façana el que fa augmentar la sensació de profunditat des de la porta d'entrada. La nau central és molt més alta i ampla que les laterals i està coberta amb voltes gòtiques. Uns òculs laterals il·luminen la nau central. Les naus tenen una llargada de 99,20 m i una amplada de 28,20 m mentre que el transsepte mesura 61,54 m.
Inicialment l'església era dividida en dues parts per un cancell amb altars adossats, la part interior era reservada als frares mentre que els fidels només podien ocupar la part immediata a la façana, on encara hi ha la trona. Aquest cancell i els seus altars foren retirats per Vasari (1567), restant encara uns graons en aquell lloc.

### Façana

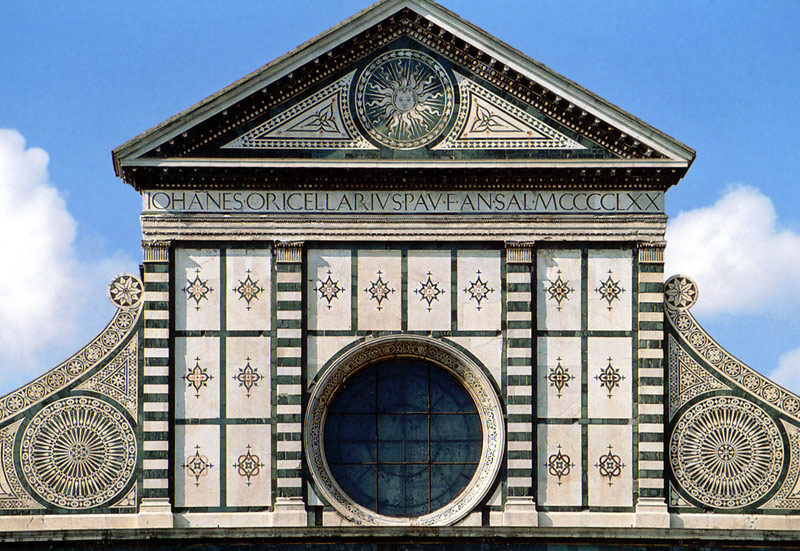
La intervenció a la façana d'Alberti

La façana actual, una de les més destacades de la ciutat, és el resultat de diverses intervencions portades a terme en èpoques diferents.
La primera d'aquestes intervencions, del 1350, fou la que va finançar un tal Turino Baldese que va fer la part inferior i que comprèn els sis nínxols amb sarcòfags, les portes laterals i el parament de marbres blanc i verd fosc, fins a arribar a la cornisa. El 1367 es va obrir l'òcul central.
Giovanni Rucellai va patrocinar les obres per acabar aquesta façana i va encarregar la feina a l'arquitecte i humanista Leon Battista Alberti (1404-1472) que va fer aquí una de les seves obres més conegudes, i que es va aixecar entre el 1458 i 1478.
Alberti va dissenyar el portal central, la banda amb quadrats de marbre sobre la decoració de cent anys abans, un cos central que amaga la nau principal i que conté l'òcul, un frontó triangular que remata el conjunt i les volutes dels costats, una invenció que després s'estendria arreu. Porta una inscripció amb el nom del promotor (Rucellai) i la data de 1470. Les llunetes de les portes es van pintar el 1616.

### Interior: capelles i mobiliari
1 – Façana interior

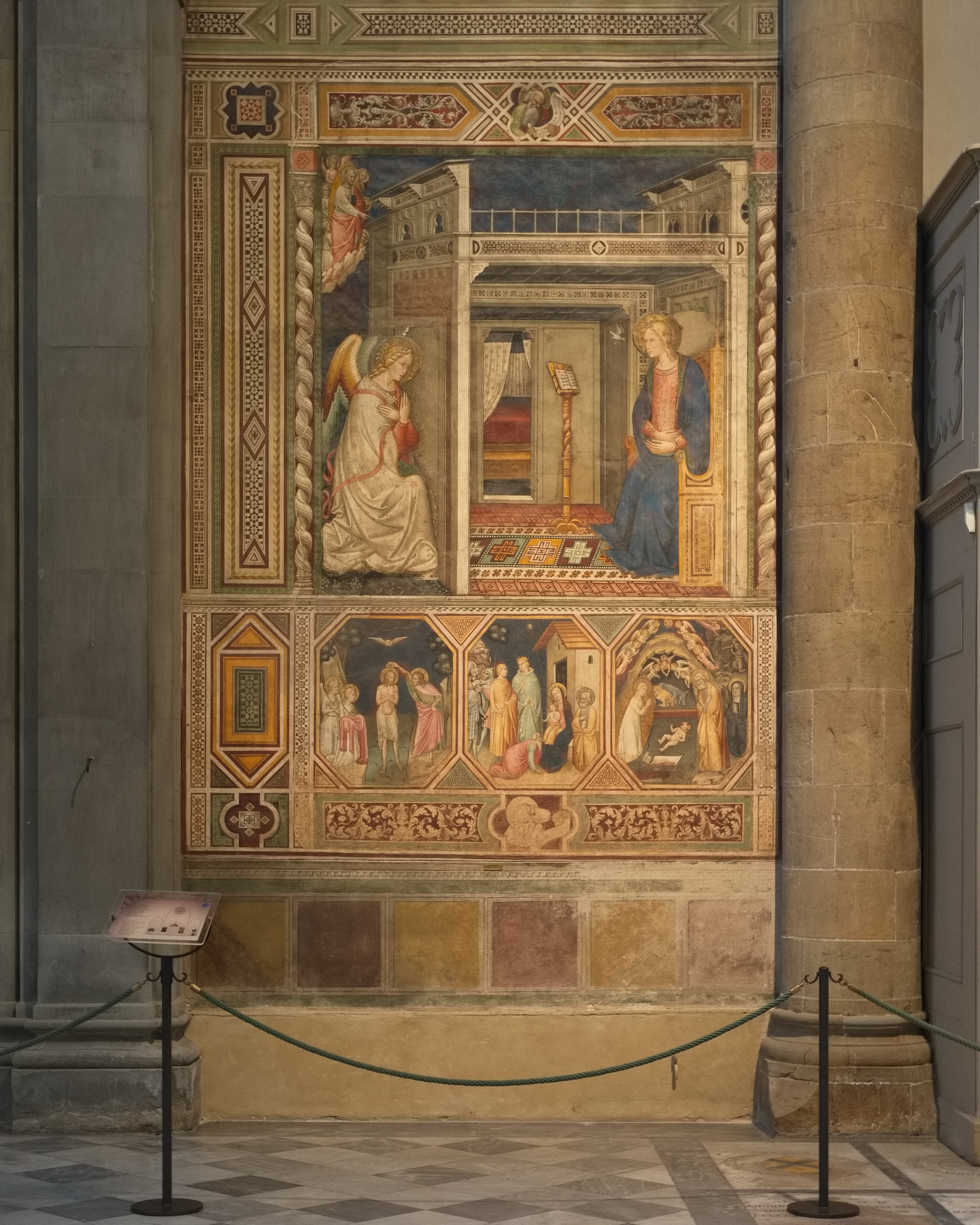
L'Anunciació de Pietro di Miniato

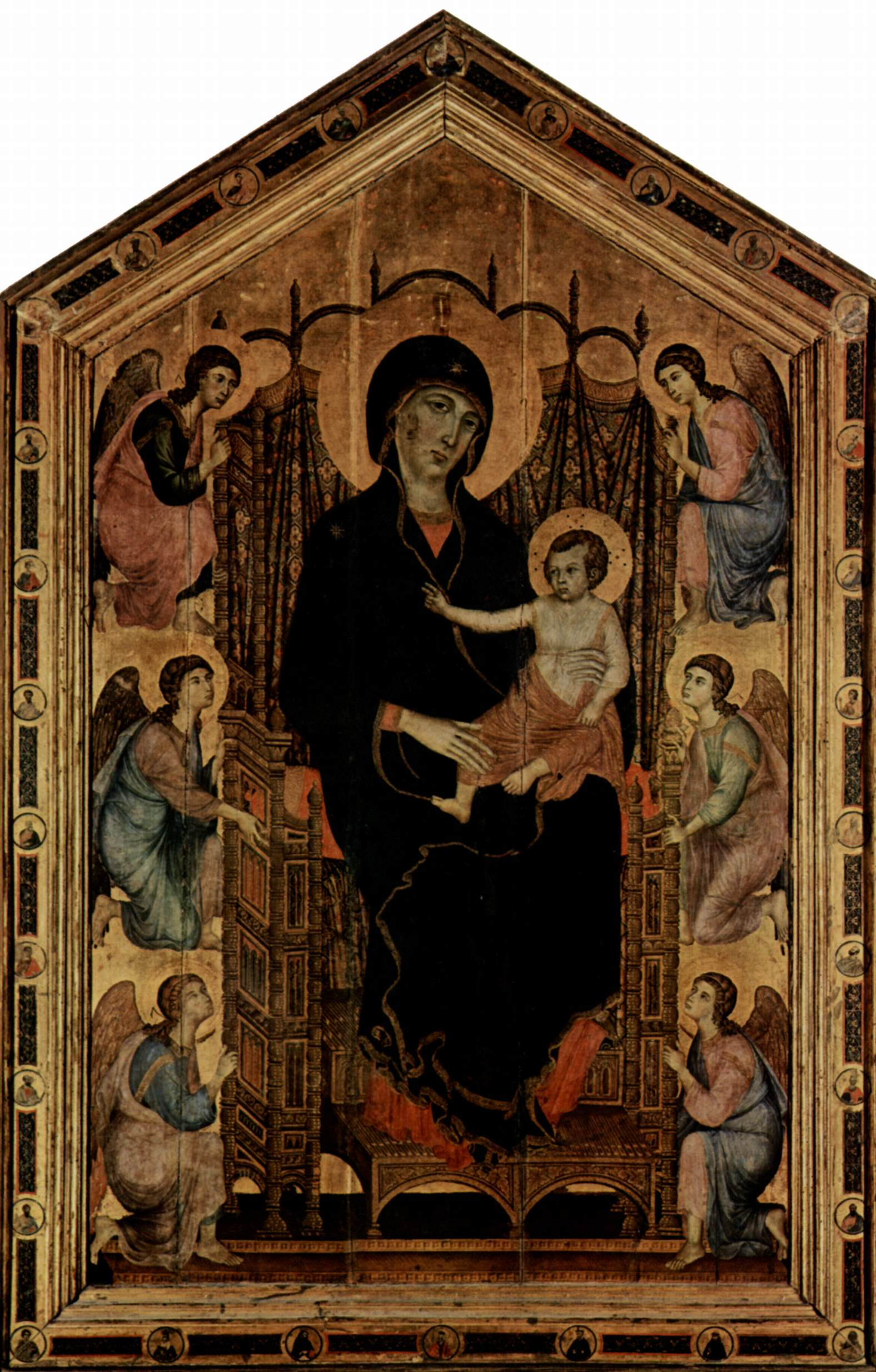
La Majestat Rucellai de Duccio di Buoninsegna

Vitrall de l'òcul amb la Coronació de la Mare de Déu (1365), segons dibuix d'Andrea di Buonaiuto (segle XIV).
A la lluneta del portal central hi ha un fresc amb la Nativitat, de l'escola de Sandro Botticelli, traslladat aquí quan es va descobrir darrere un retaule en la restauració del 1860.
Un altre mural amb una Anunciació, i altres escenes menors (del segle XIV) atribuïda a Pietro di Miniato (1366-1440?)
2 – Tomba de la Beata Villana delle Botti (1451)
Tomba de la santa dominicana, morta el 1361, obra de Bernardo Rossellino (1409-1464).
3 – Capella de la Pura
Capella afegida el 1474 per a conservar una pintura miraculosa de la Mare de Déu de la Llet (segle XIV), que abans ocupava un dels nínxols del cementiri exterior. Profundament reformada el 1841.
4 – Dreta del transsepte
El mur del sud de la dreta del transsepte conté diverses tombes:
Sepulcre del patriarca Josep de Constantinoble (1440), un personatge que va morir aquí durant la celebració del concili.
Tomba d'Aldovrando Cavalcanti, prior de Santa Maria Novella i bisbe d'Orvieto, mort el 1246. Amb una caixa sota un arc apuntat.
Tomba de Tedice Aliotti, bisbe de Fiesole, mort el 1336; una obra característica de Tino da Camaino (1280?-1337?).
5 – Capella Rucellai: Al fons del transsepte es troba la Capella Rucellai, dedicada a santa Caterina d'Alexandria. Aquesta capella, elevada en relació al sòl de l'església, es va fer entre el 1320 i 1325 i té encara pintures murals del segle xiv. D'aquí procedeix una de les obres cabdals dels Oficis: la Majestat Rucellai (1285), de Duccio di Buoninsegna (1255-1318). Inicialment era a la Capella Bardi, el 1591 es va traslladar aquí i el 1937 es va treure per exposar-la i després va passar als Oficis. Ara al seu lloc s'hi exposa una Mare de Déu amb el Nen de Nino Pisano (d1349-d1368), que el 1955 es va treure de la tomba d'Aldovrando Cavalcanti que s'ha vist abans. Hi ha també la Làpida sepulcral de fra Lionardo Dati (1525), bronze de Lorenzo Ghiberti (1378-1455).
6 – Capella Bardi: La capella Bardi, dedicada a sant Gregori, és la primera a llevant del transsepte. D'aquí procedeix la Majestat Rucellai. Amb murals amb escenes de la Vida de Sant Gregori (segle XIV). A l'altar la Madonna del Rosario (1570), de Giorgio Vasari, que abans cobria la Trinitat de Masaccio.
7 – Capella Strozzi
La següent capella del transsepte és la Strozzi, dedicada als apòstols Felip i Jaume el Major. Aquesta capella és coneguda per la decoració mural que hi va fer Filippino Lippi (1457-1504), que li va encarregar Filippo Strozzi el 1486 i que hi va treballar fins al 1502. El mur de l'esquerra l'ocupen escenes de la vida de sant Joan Evangelista, notablement la Resurrecció de Drusiana. El de la dreta és dedicat a sant Felip, amb una Expulsió del drac del temple. Complementats per escenes del martiri dels sants i Patriarques a la volta. Benedetto da Maiano (1442-1497) hi va fer la Tomba de Filippo Strozzi (1491-93). El vitrall es va fer segons un disseny de Filippino Lippi.
8 – Capella Major, o Capella Tornabuoni La capella central es va decorar amb pintures murals d'Orcagna (1308?-1368), però poc després (1358) un incendi i les posteriors filtracions d'aigua les van fer malbé. Simone de Tornabuini va encarregar a Domenico Ghirlandaio (1449-1494) i als seus col·laboradors la nova decoració, amb escenes de la Vida de la Mare de Déu i Vida de Sant Joan Baptista (1485-90). El disseny dels vitralls també és de Ghirlandaio. L'altar major de marbre pertany a l'època de la restauració (1860).

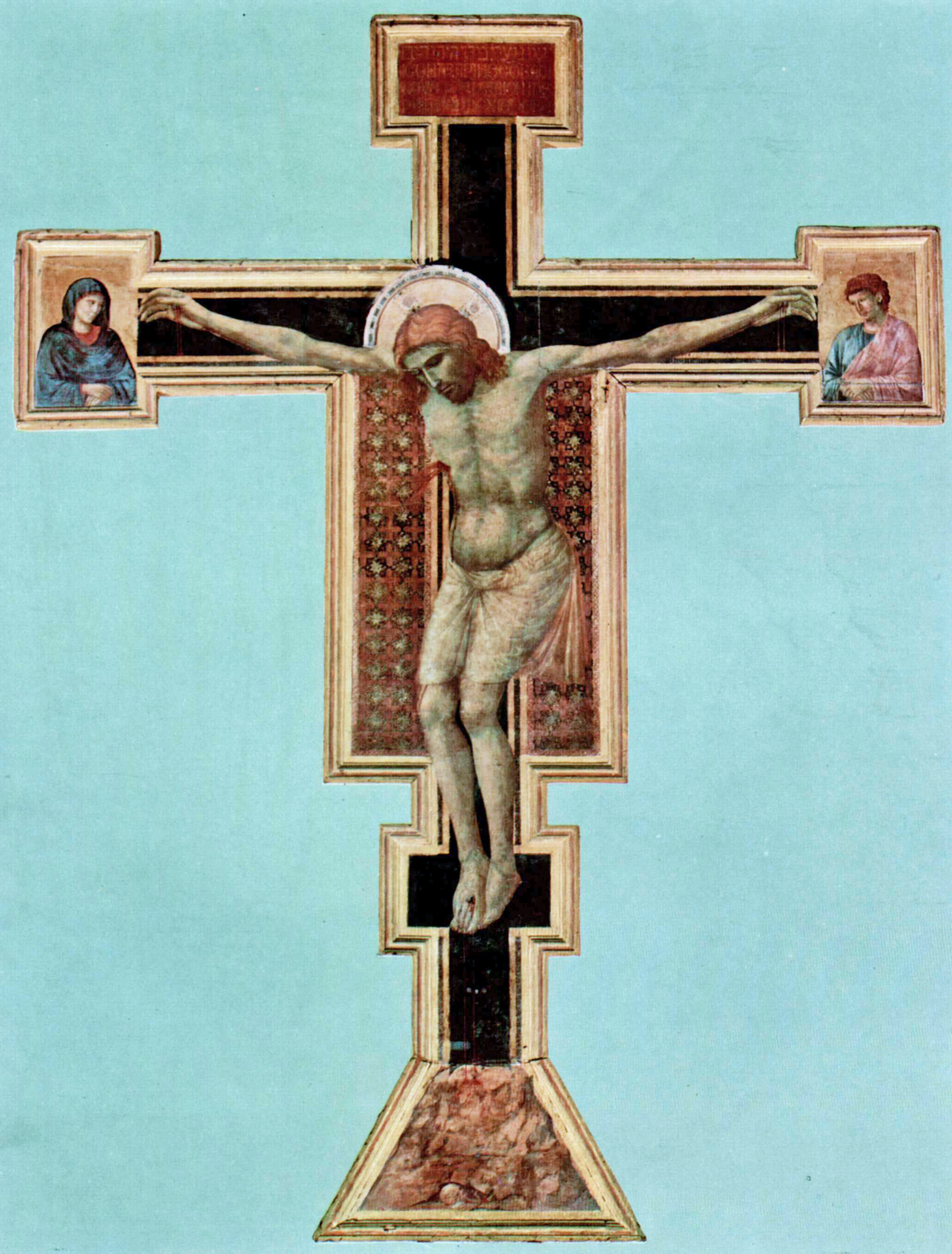
La creu de Giotto

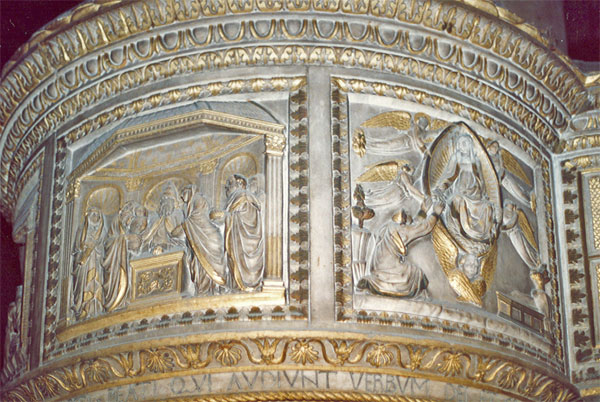
La trona de Brunelleschi

9 – Capella Gondi Dedicada a sant Lluc. Les pintures murals que tenia es van canviar el 1503 per una decoració en marbre de Giuliano de Sangallo (1445-1516). L'altar conserva un Crist (1410-25) de Brunelleschi (1377-1446)
10 – Capella Gaddi La primera del transsepte occidental. Dedicada a sant Jeroni. La decoració és d'Antonio Dosio (1533-1609). Hom diu que Michelangelo (1475-1564) va col·laborar en el disseny de les tombes.
11 – Capella Strozzi di Mantova Al fons del transsepte esquerre i dedicada a sant Tomàs d'Aquino. Com la capella Rucellai, també es troba elevada en relació amb el paviment de l'església. Edificada entre el 1340-50 per una branca de la família Strozzi. Els murs estan decorats amb murals del Judici Final, el Paradís i l'Infern. Són obra dels germans Nardo i Andrea di Cione, Orcagna (1308?-1368).
El políptic del Lliurament de les claus a sant Pere (1357) és també obra de l'Orcagna.
12 – Creu de Giotto Davant la Capella Major, penjada de la volta, es conserva una gran Creu pintada (1290?), obra de joventut de Giotto di Bondone (1267-1337). Probablement ocupava la capella major, fins que fou retirada el 1488, per posar-la al mur interior de la façana i després a la sagristia.
13 – Trinitat Al mur de ponent de la nau es conserva un conegut mural de Masaccio (1401-1428) amb la Trinitat (1426-28). Dins una arcada, també pintada, el Pare sosté Crist a la Creu. Entre ells el colom de l'Esperit Sant, de petites dimensions. A sota la Mare de Déu i sant Joan. Als costats els dos donants i a sota un esquelet sobre una tomba. Quan Vasari va restaurar l'església, la Trinitat va quedar amagada sota una Madonna del Rosario pintada per ell mateix, ara a la capella Bardi.
Redescobert el 1860 es va traslladar al mur interior de la façana i el 1952 es va retornar al lloc original.
14 – Trona La trona, adossada a un dels pilars de l'església, fou projectada el 1443 per de Brunelleschi (1377-1446) i realitzada pels seus seguidors.

### Campanar

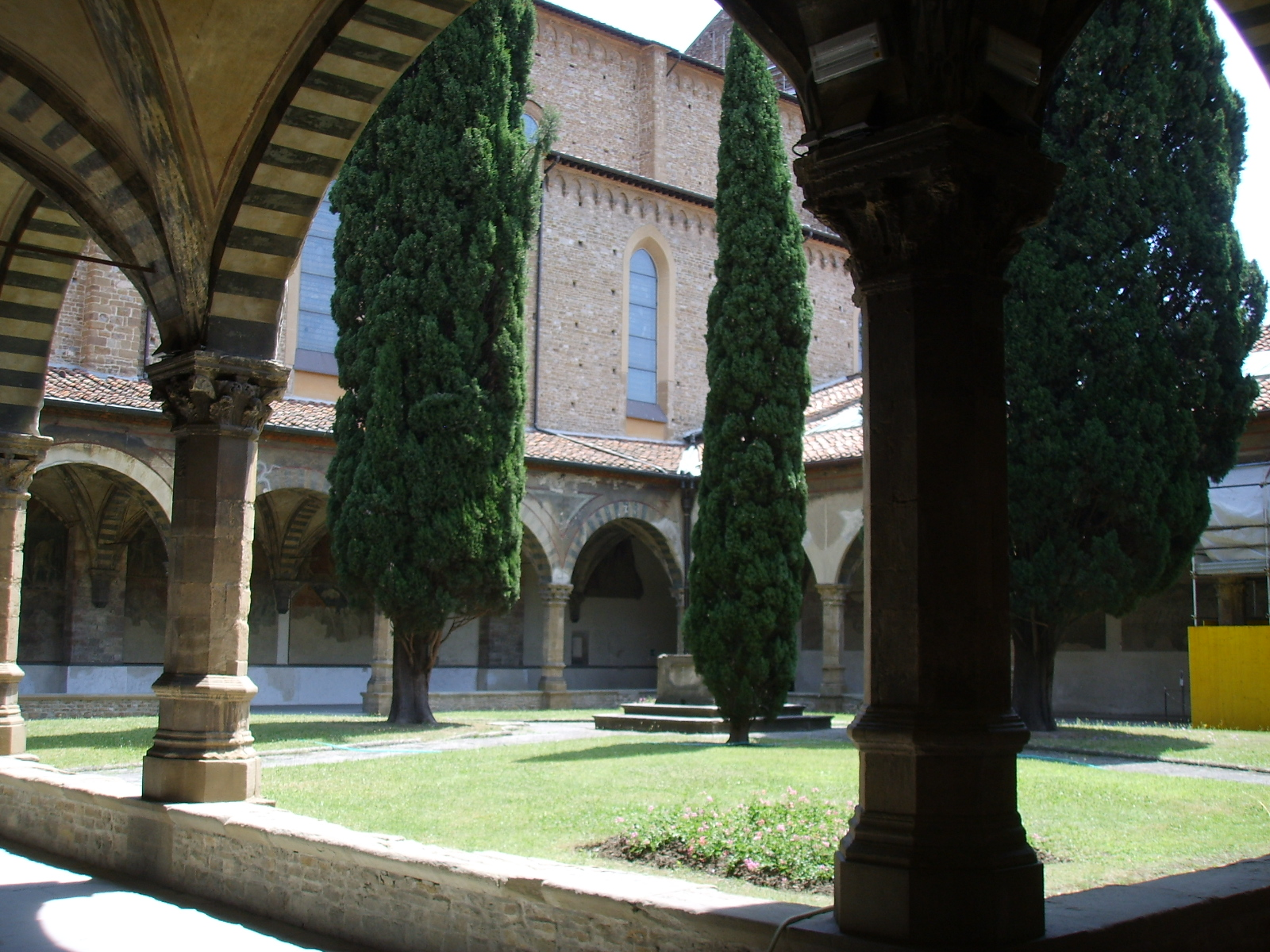
El claustre Verd

El L'origen del campanar (A) cal cercar-lo en una torre de guaita utilitzada per detectar els incendis. Al segle xiv es va bastir l'actual construcció de diversos pisos amb finestrals i coberta piramidal.

### Claustre Verd
claustre Verd (B) és a ponent de l'església, es va fer en diverses etapes durant el segle xiv. Entre el 1340 i 1350 s'hi va afegir la sala capitular, ara coneguda com a Capella dels Espanyols. Paolo Uccello (1397-1475) el va decorar amb pintures murals amb escenes del Gènesi. Aquesta decoració va quedar molt malmesa i ha estat restaurada.

### Capella dels Espanyols

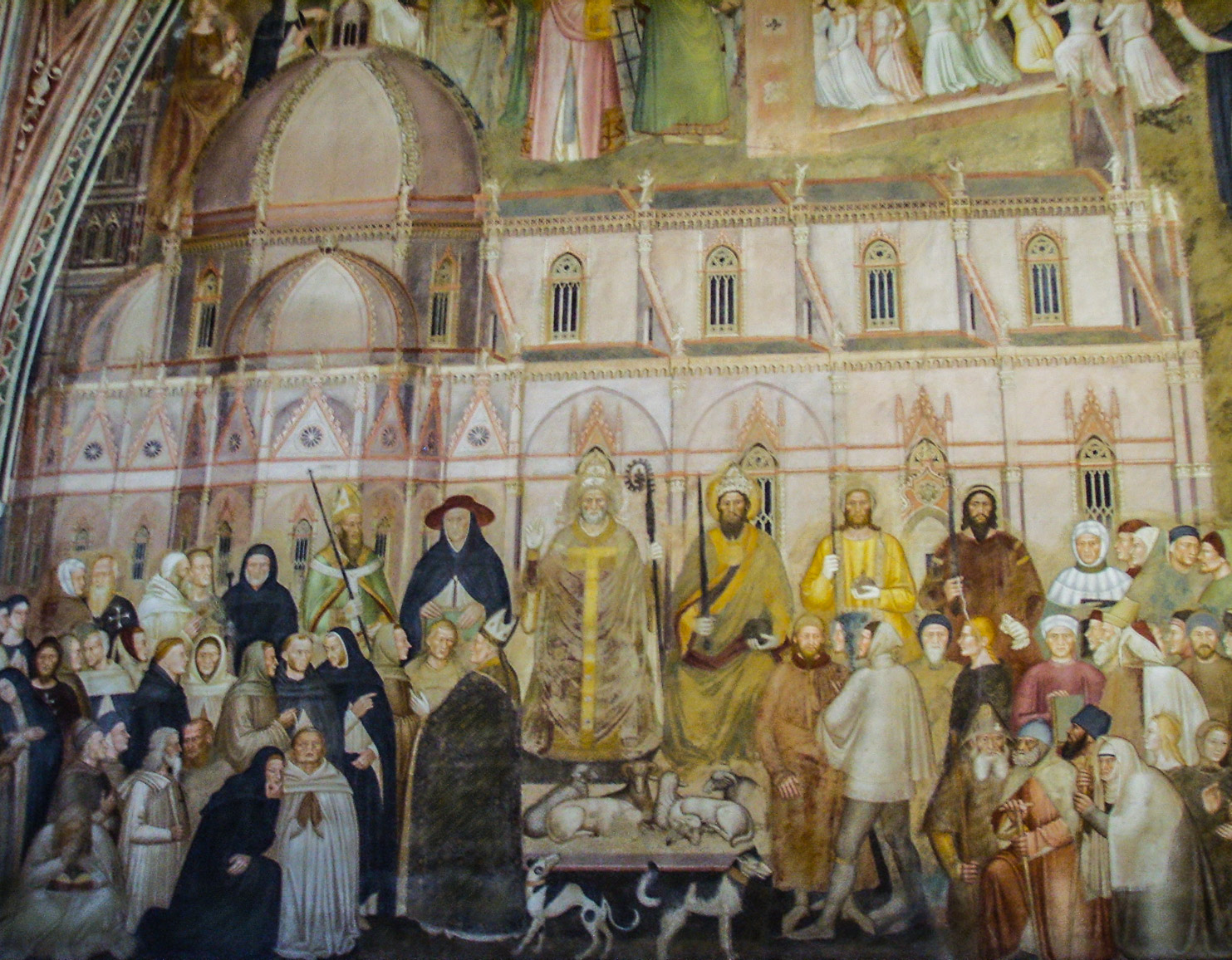
La capella dels Espanyols

Aquesta sala capitular (C) la va aixecar entre el 1345 i 1355 fra Iacopo Talenti. Es tracta d'una gran sala quadrangular amb un apèndix. És molt coneguda la seva decoració mural, feta entre 1365 i 1367 per Andrea Bonaiuto (segle XIV). El cicle de frescos comprèn els temes següents:
Mur frontal: Crucifixió, Camí del Calvari i Davallament als llimbs. Al mur de la dreta l'Església militant i l'Església triomfant. Al mur de l'esquerre el Triomf del catolicisme, centrat per Sant Tomàs d'Aquino.
Al fons s'obre l'annex, decorat al segle xvi, quan la capella havia estat cedida a la colònia espanyola de Florència (1566), i d'aquí el seu nom actual.

### Claustre Gran
El Claustre Gran (D) fou bastit entre el 1340-60. De grans dimensions i amb els murs decorats amb escenes de la vida de sants dominicans.

## Bibliografia

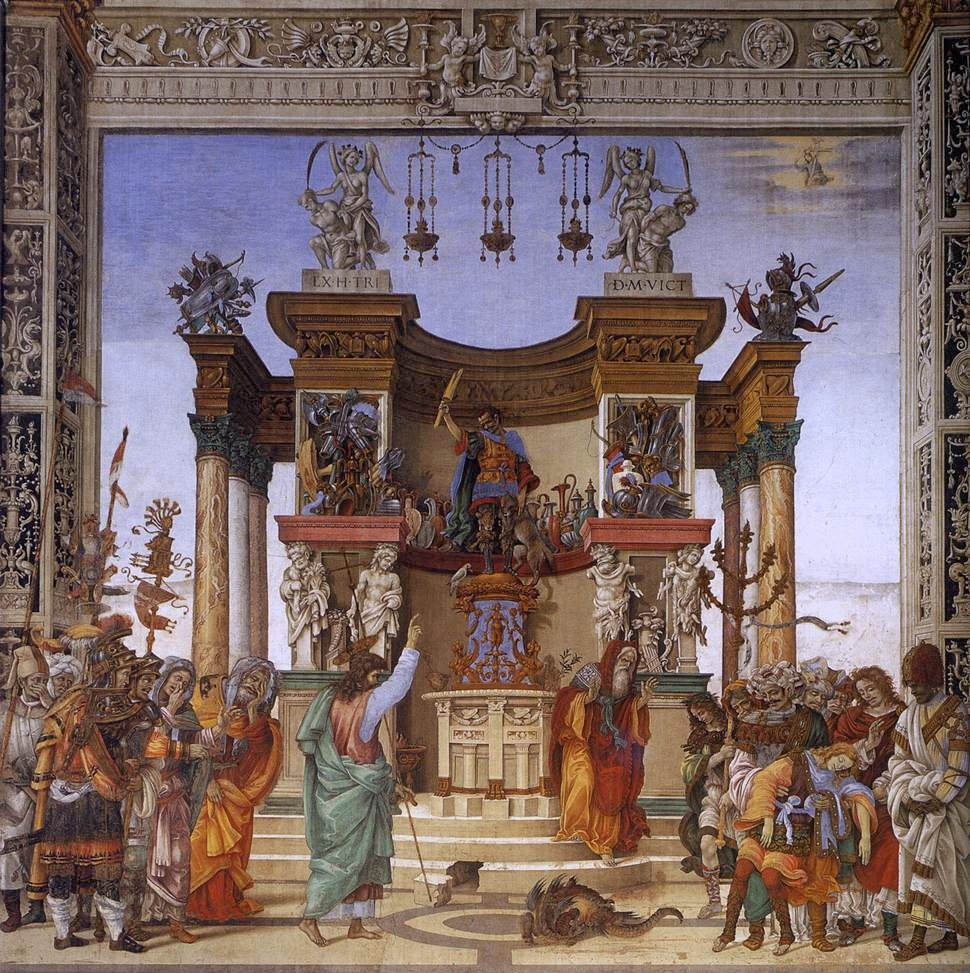
Expulsió del drac del temple
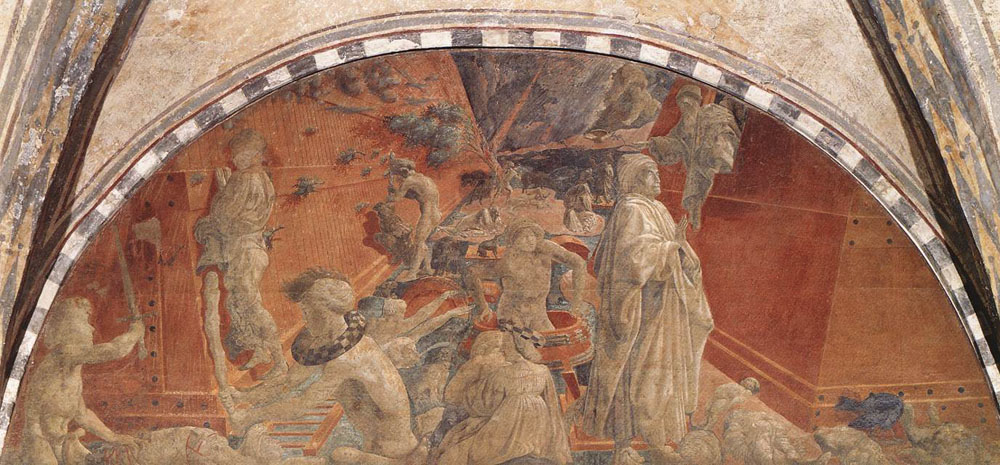
Murals d'Uccello. Història de Noé
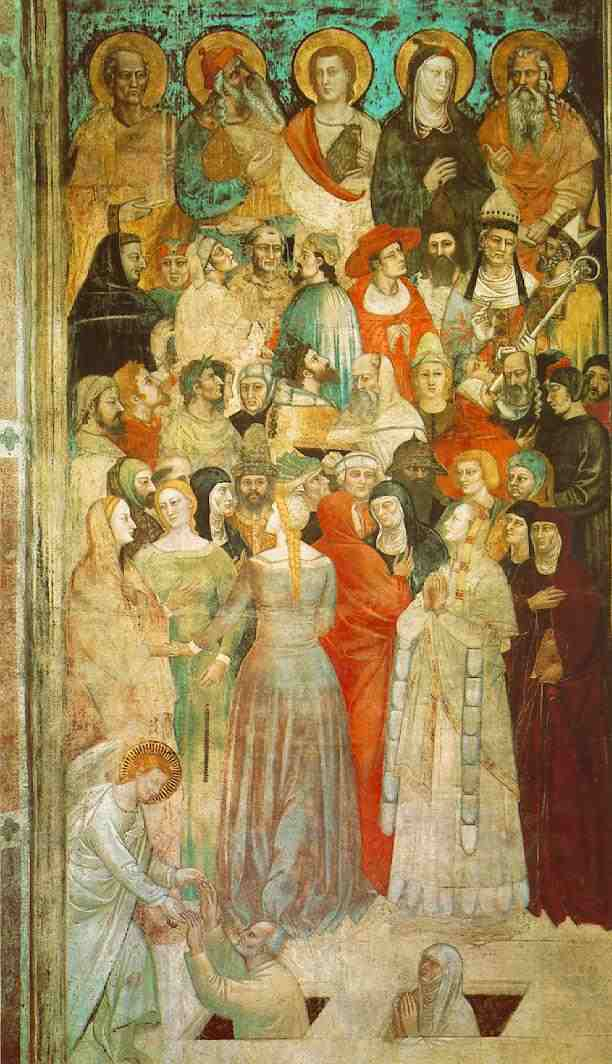
Detall del Judici Final
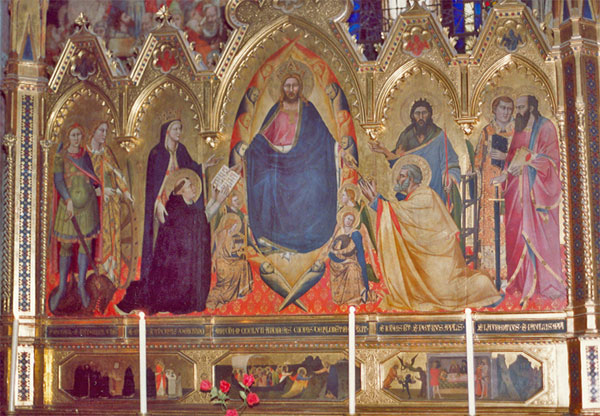
Lliurament de les claus a sant Pere
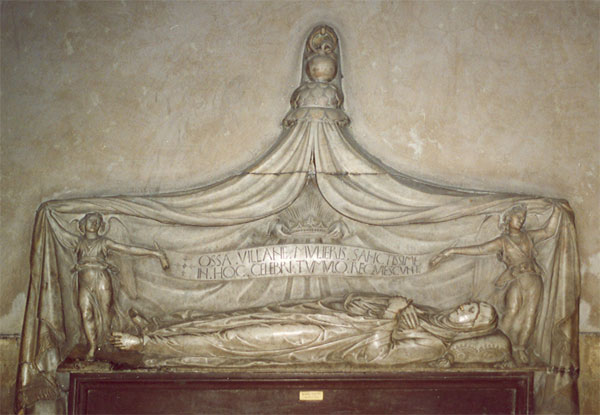
Tomba de la Beata Villana de Bernardo Rossellino
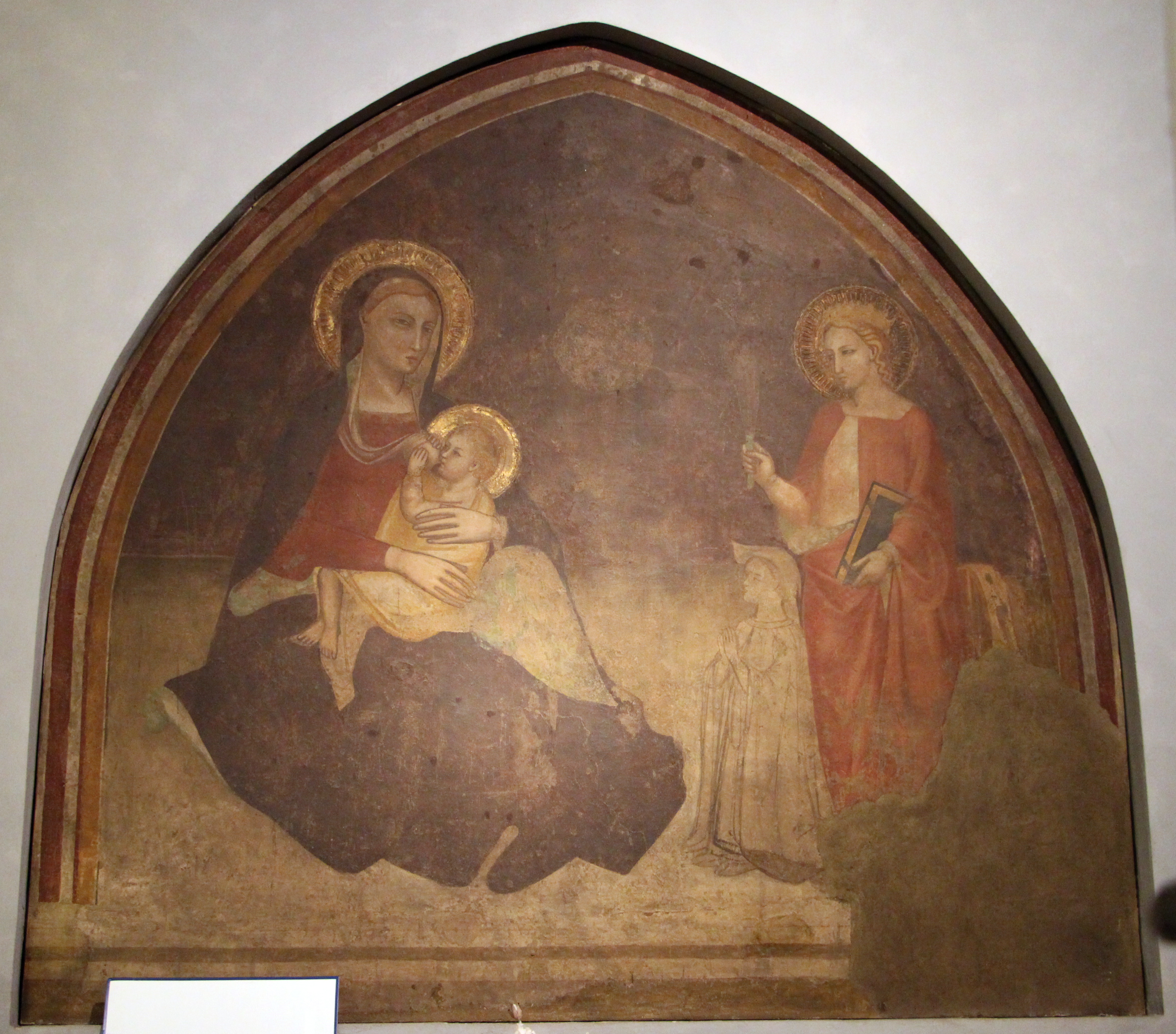
La Mare de Déu de la Llet, miraculosa
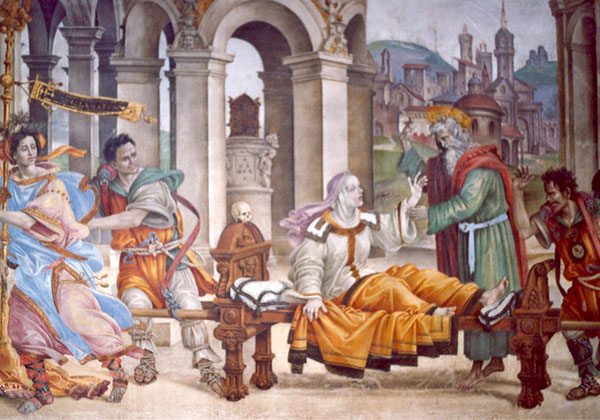
La Resurrecció de Drusiana de Filippino Lippi
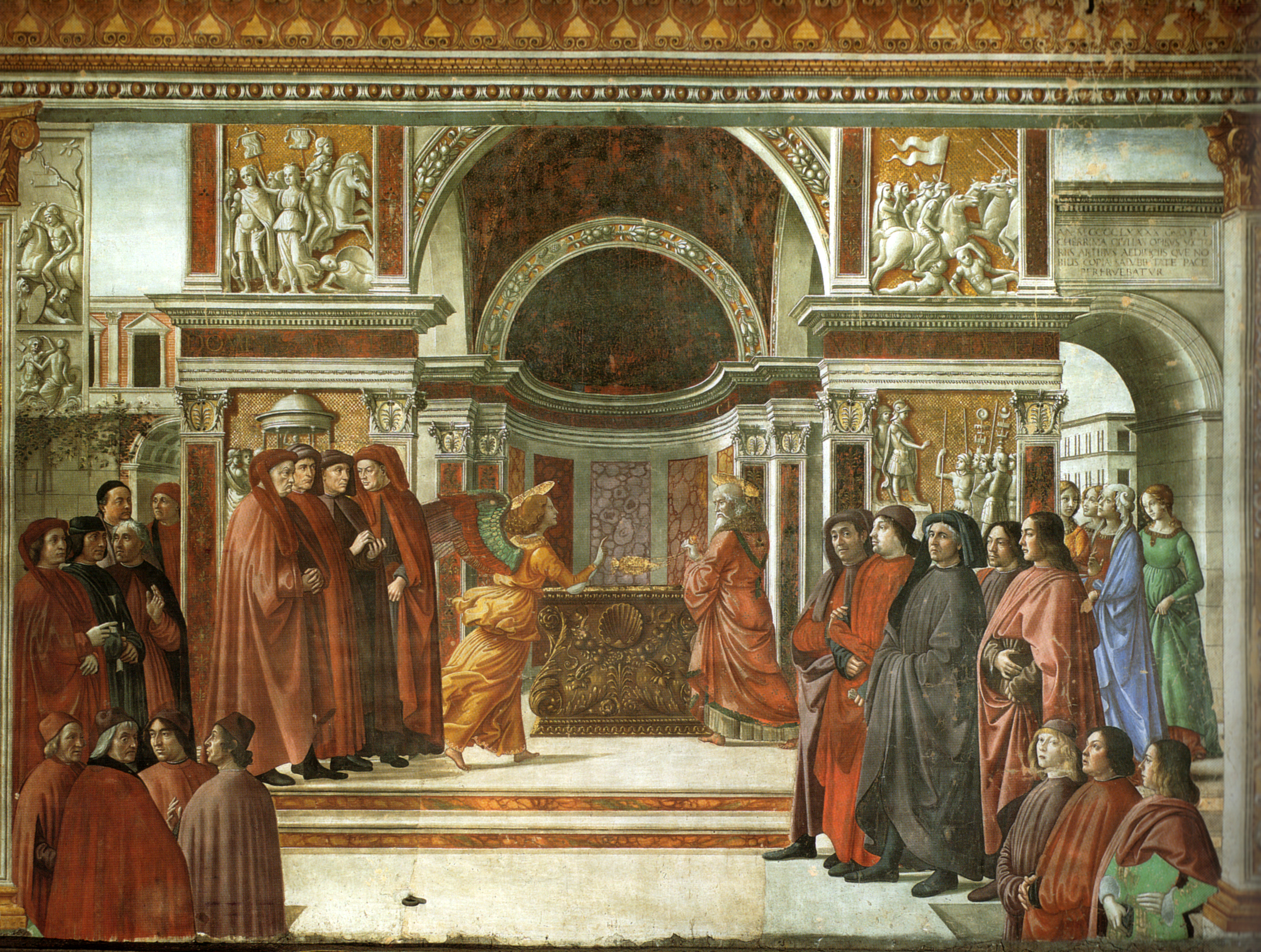
L'Amunci a Zacaries
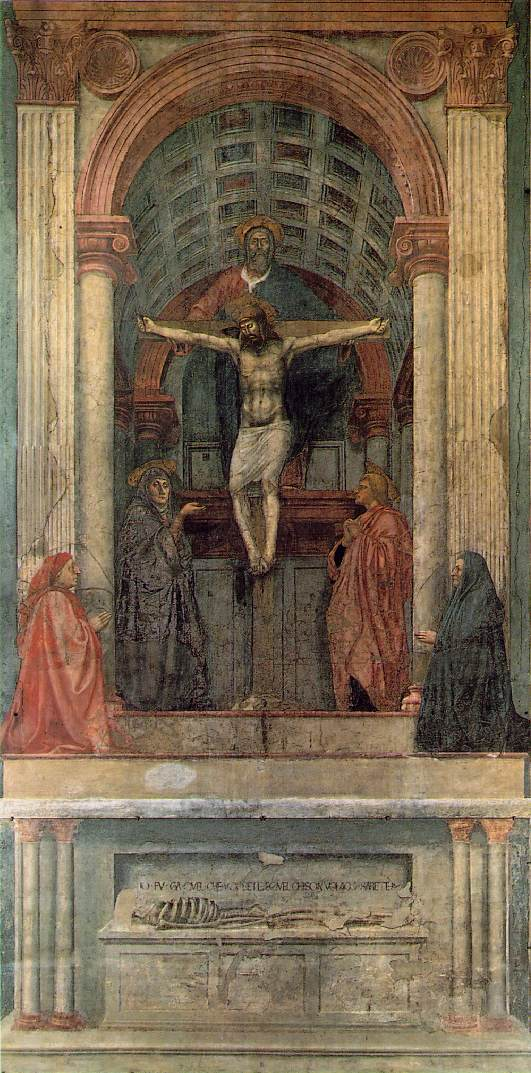
La Trinitat de Masaccio